# The Life Aquatic with Steve Zissou
The Life Aquatic with Steve Zissou er en amerikansk film fra 2004. Filmen er instrueret af Wes Anderson og har en stjernespækket rolleliste: Bill Murray, Owen Wilson, Cate Blanchett, Anjelica Huston, Willem Dafoe, Jeff Goldblum, Michael Gambon og Bud Cort. Filmen er skrevet Anderson og Noah Baumbach, der måtte træde til da Owen Wilson (den originale medforfatter), havde travlt med sin skuespillerkarriere.
The Life Aquatic er et surrealistisk eventyrdrama. Anderson hentede inspiration fra Jacques-Yves Cousteau og Louis Malles dykkerfilm fra 1950'erne og 1960'erne, særlig The Silent World fra 1956. Til og med besætningens røde tophuer er hentet fra Cousteaus dokumentar. Den er filmet i Napoli, Ponza og Rivieraen. 

## Filmens handling
Steve Zissou (Bill Murray) er manden, der tog verden med storm på grund af sine dokumentarfilm fra undervandsverdenen. Nu er hans talent forsvundet og hans film flopper i biografen. Hans sidste film er ingen undtagelse. Selv om Steves bedste ven Esteban du Plantier (Seymour Cassel) blev dræbt i et hajangreb, vækker den ikke interesse hos noget publikum.
Nu er han ude efter hævn. Han skal dræbe morderhajen – koste hvad det koste vil. Han sætter aktionen i gang, med kameraerne på plads. Zissous hold om bord består af Pelé dos Santos (Seu Jorge), en sikkerhedsekspert og brasiliansk musiker, der synger David Bowie sange på portugisisk; Klaus Daimler (Willem Dafoe), en elskelig tysk næstkommanderende, der anser Zissou og Esteban som faderfigurer og føler sig truet af Zissous mulige søn, Ned Plimpton (Owen Wilson). Zissou er også fulgt af en reporter og fan ved navn Jane Winslett-Richardson (Cate Blanchett). Hun er også gravid med sin gifte chef. Hun bliver under rejsen forelsket i Ned og som resultat, udvikler der sig en rivalsituation mellem Ned og Zissou, fordi Zissou selv er forelsket i Jane. Under deres rejse bliver deres båd angrebet af sørøvere, der kidnapper en fra besætningen.

## Medvirkende
- Bill Murray (Steve Zissou)
- Owen Wilson (Ned Plimpton)
- Cate Blanchett (Jane Winslett-Richardson)
- Anjelica Huston (Eleanor Zissou)
- Willem Dafoe (Klaus Daimler)
- Jeff Goldblum (Alistair Hennessey)
- Michael Gambon (Oseary Drakoulias)
- Noah Taylor (Vladimir Wolodarsky)
- Bud Cort (Bill Ubell)
- Seu Jorge (Pelé dos Santos)
- Robyn Cohen (Anne-Marie Sakowitz)
- Seymour Cassel (Esteban du Plantier)